# مازيراتي ميسترال
مازيراتي ميسترال (بالإنجليزية: Maserati Mistral)‏ هي سيارة جران توريزمو ذات مقعدين أنتجتها شركة مازيراتي الإيطالية لصناعة السيارات بين عامي 1963م و1970م . خلفت ميزاراتي 3500 جي تي ، صممها فروا. تم بناء ما مجموعه 828 كوبيه و 125 سبايدر. سميت على اسم رياح شمالية باردة في جنوب فرنسا ، وكانت أيضًا الأولى في سلسلة من سيارات مازيراتي الكلاسيكية التي يطلق عليها اسم رياح. خلفت ميسترال جيبلي غران توريزمو ، والتي تداخلت مع الإنتاج من عام 1967 فصاعدًا.